# Інго Інстербург
Інго Інстербург (нім. Ingo Insterburg, справжнє ім'я Інго Ветцкер нім. Ingo Wetzker, 6 квітня 1934 — 27 жовтня 2018) — німецький музичний кабаретист, комік, композитор, мультиінструменталіст і співак, який заснував гурт «Insterburg & Co». Для своїх акторських виступів він нерідко сам писав сценарії, вигадував костюми та аксесуари, малював плакати чи афіші. Крім того, він брав активну участь у берлінських марафонах, багато подорожував на велосипеді, підтримував Союз вегетаріанців Німеччини.

## Біографія
Інго Ветцкер взяв собі псевдонім за назвою прусського міста Інстербург, у якому народився у 1934 році. Він був наймолодшим із чотирьох дітей у сім'ї Ветцкер. Батько на війні потрапив у полон. В рамках організованої масової евакуації німців зі Східної Пруссії у 1944 році мати з дітьми перебралася в саксонське місто Чопау, а через два роки до Бернбурга, який відійшов до радянської зони окупації, а потім до НДР. У своїй книзі «Перші 23456 днів у моєму житті» Інго згадував, що місто Бернбург сім'ї дуже сподобалося, бо видалося схожим на рідний Інстербург. Спочатку вони жили на Рошвітцерштрассе (нім. Roschwitzerstraße), у 1947 році переїхали на Бетховенштрассе (нім. Beethovenstraße), коли батько сімейства повернувся з полону.
У 1953 році після отримання свідоцтва НДР про середню освіту (нім. Abitur) Інго, взявши з собою скрипку, пензлі та фарби, зумів на велосипеді дістатися з Бернбурга до Західного Берліна. Щоб вступити там до вишу, необхідно було додатково отримати західний Abitur, що він зробив у 1954 році, а потім п'ять років (1954—1959) вивчав художню педагогіку (нім. Kunstpädagogik) у Берлінському університеті мистецтв.
У 1959 році Інго Інстербург записав свій перший мініальбом як соло-гітарист. Він був сусідом актора Клауса Кінскі по комунальній квартирі (нім. Wohngemeinschaft), Інго акомпанував йому на гітарі при виконанні балад Бертольта Брехта у концертах «Kinski und Guitar Ingo». У першій половині 1960-х років Інго відчував фінансові проблеми, жив у стиснутих умовах, його шлюб розпався. Першу оплачувану роботу він отримав на радіостанції RIAS.

### Виступи на телебаченні
На німецьких телеканалах з кінця 1960-х років регулярно виступали солісти та автори пісень комедійного спрямування — барди, готові дуріти (нім. Blödelbarden). Поряд з уже успішними Рейнхардом Маєм й Ульріхом Роскі з'явилися нові імена. Редактор радіо Bremen для спільного створення розважальної програми зібрав чотирьох учасників: співака Інго Інстербурга, коміка Карла Далла, актора Юргена Барца та письменника Пітера Елебрахта. У 1967 році вони об'єдналися в комедійний гурт «Insterburg & Co», який проіснувала в цьому складі до 1979 року. Одна з найвідоміших пісень Інго Інстербурга того часу — «Ich liebte ein Mädchen» (укр. Я любив дівчину) про любовні пригоди в різних районах Берліна та Німеччини, в різних країнах і навіть на Марсі. Ця пісня надовго стала культовим хітом. Її нескінченні римовані рядки фанати продовжують використовувати в сучасних відео на YouTube.
Окрім RBB та інших регіональних телеканалів виступи учасників «Insterburg & Co.» транслювалися на першому каналі. Вплив їхніх клоунських пародій, блазенства та простонародного гумору відзначали відомі німецькі коміки Отто Ваалькес і Майк Крюгер, які з'явилися пізніше.
З 1967 до 1979 рік Інго виступав із гуртом «Insterburg & Co.» у першому складі (Інго Інстербург, Карл Далл, Юрген Барц, Пітер Елебрахт)[⇨]. З 1980 до 1994 року тривали гастрольні концерти гурту «Insterburg & Co.» у другому складі (Інго Інстербург, Маріан Мараджан, Юпі Сіріус, Георг Хіммельблау)[⇨]. Після 1994 року Інго розпустив цей гурт і далі виступав як соло або в дуетах: «Ingo Insterburg & Karl Dall» і «Ingo Insterburg & Der Black».

### Креативність

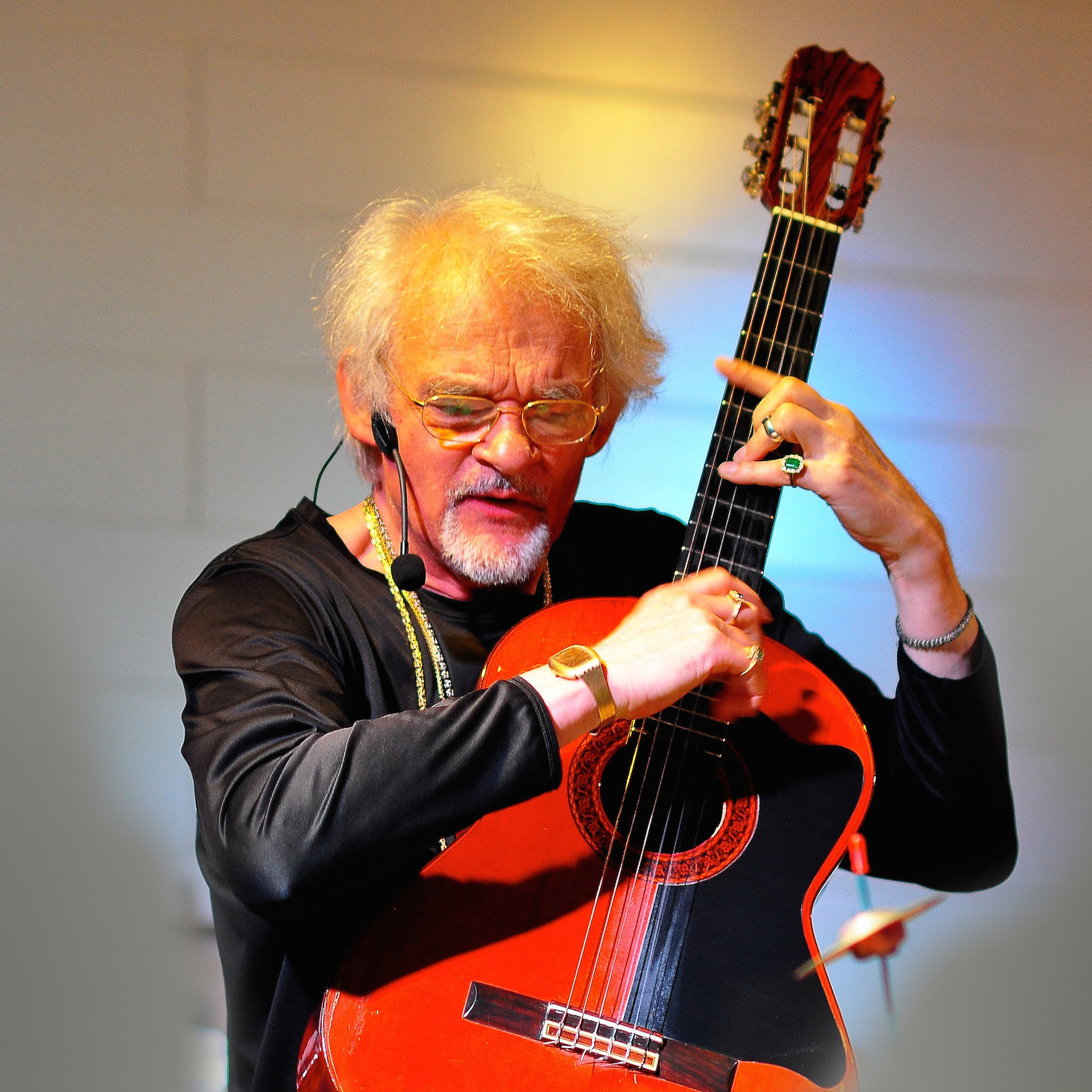
Інго Інстербург у 2012 році

Коли Інго запитували, що означають створені ним самим три зірки з трьома ланцюгами у нього на грудях, він у відповідь або жартував, або пояснював, що вони символізують «талант, старанність і витривалість», підкреслюючи при цьому особливу важливість витривалості.
З 1967 до 1995 рік Інго брав участь у створенні одинадцяти фільмів як композитор або актор, який грає різних персонажів, зокрема й самого себе.
Інго Інстербург був захопленим мандрівником і велосипедистом, 21 раз брав участь у марафонах, був почесним членом «Союзу вегетаріанців Німеччини» (нім. Vegetarierbund Deutschland). На своєму сайті він сказав: «не курив, не пив і щасливо не був одружений».
До оригінального хобі Інго Інстербурга належало створення химерних музичних інструментів із підручних матеріалів. Це почалося ще в підліткові роки, коли він веселив школярів і вчителів, граючи на принесеній з дому каструлі з мішалкою. У віці 83 років він радував глядачів своїми авантюрними саморобними інструментами, як-от японська скрипка з однією струною, арфа з сидіння від унітаза, віолончель з металевим відром, гітара з кокосового горіха, співуча пила, скрипка з клітки для птахів, саксофон з лійкою та шлангом від пральної машини. Він міг одночасно грати на кількох інструментах, підключаючи пальці ніг. Перед виходом на біс міг прикріпити до різних частин одягу бубонці, щоб при русі виникало несподіване звучання. Запрошував глядацький зал разом заспівати знайому пісню «Ich liebte ein Mädchen…», додаючи в неї по ходу нові строфи. Останнє концертне турне Інго відбулося у квітні 2018 року, у серпні він відвідав місто свого дитинства Бернбург, який ніколи не забував, куди часто приїжджав з концертами після падіння стіни та де його теж добре пам'ятали.
П'ятикімнатну квартиру в берлінському районі Ґруневальд Інго перетворив на своєрідний «сувенір», збираючи дорогий для його спогадів реквізит — костюми, капелюхи, шарфи, маски та знамениту корону, рекламні плакати, ноти, колекції саморобних інструментів, записи своїх оповідань та віршів, ескізи та малюнки, живопис.

### Смерть

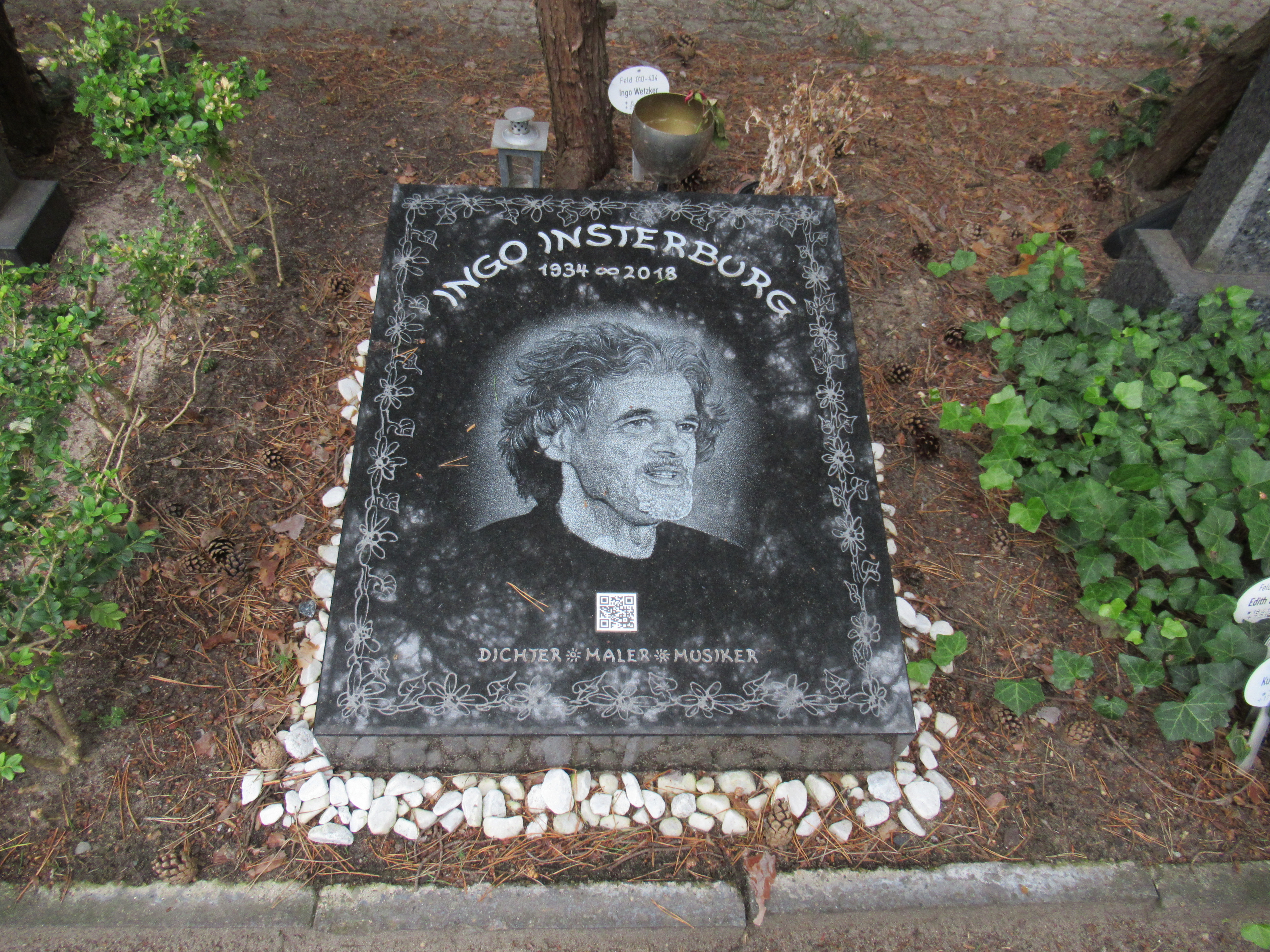
Надгробна плита на могилі Інго Інстербург. Цвинтар у Далемі

27 жовтня 2018 року він помер у госпісі у присутності сина Вольфа, інший його син незадовго до цього загинув в автокатастрофі. Похований Інго Інстербург на цвинтарі (нім. Waldfriedhof Dahlem, Grab-Nr. 010/434) Берлінського району Далем. У каплиці цвинтаря 8 листопада 2018 року на церемонії прощання 200 людей аплодували коміку, що пішов з життя, стоячи, коли на улюбленій скрипці музиканта грала донька його менеджера Франка Ніча (нім. Frank Nietsch). Свій останній притулок Інго Інстербург знайшов поряд з каплицею — серед ялівцю та сосен.

## Нагороди
- 1969: Премія Ернста Любича за гру у фільмі «Квартет у ліжку»[24]
- 2014 року: smago! smago! — німецька музична премія за особливі досягнення та успіхи на сцені за попередній рік (у категорії «Мистецтво малих форм»)[11]
- 2015: Синє серце[25]
- 2017: Сатиричний фонд старійшин — «Deutsches Kabarettarchiv»[26]

## Роботи (вибірково)
Різноманітний характер роботи Інго на радіо, телебаченні, в театрі, кіно і так далі позначилися на його творах.

### Театральні програми
- Мистецтво та сміття[27]
- Я любив дівчину у …[28]
- Кульмінації із двох життів художників[29]

### Дискографія
- 1959: Гітара-Інго (Амадео)
- 1968: Барочна любовна лірика (з Юргеном Барцем)
- 1970: Я любив дівчину в Ліхтерфельді
- 1995: Інго Інстербург — віртуоз з майбутнім, live з кнайпи, Гота (Wortart)
- 1995: Я любив дівчину в Панкові, (BMG Music — Amiga, лейбл звукозапису актора Ернста Буша, Maxi-CD)
- 1997: Віртуоз із майбутнім
- 2000: Лансароте (Single)
- 2000: 3x7 Пісні про кохання / Любовні ігри-Соната (Conträr, Doppel-CD)
- 2001: Соната рожевого масла / Стара класика — Нові пісні (Conträr, Doppel-CD)
- 2002: Викладач гоу-гоу (Single)

### Літературні твори
- 1972: Вірші. Раутенберг, Лер.
- 1973: Життя Отто Дармштата. Роман. Раутенберг, Лер, ISBN 3-7921-0121-1.
- 1989: Убоге любовне життя інтелігента Джонні Кезе. Виховний роман. Отто Дармштат видавництво.
- 1989: Огидна лірика.
- 1993: Лірика курця та п'яниці. Отто Дармштат видавництво.
- 2001: Перші 23456 днів у моєму житті. Berlin Concert & Media, Berlin, ISBN 3-936399-00-X.
- 2014: 5555 віршів (том 1). Berlin Concert & Media, Берлін, ISBN 978-3-936399-11-0.
- 2014: 5555 віршів (том 2). Berlin Concert & Media, Берлін, ISBN 978-3-936399-12-7.
- 2014: Лірика курця та п'яниці . Книга та CD / Аудіокнига. Berlin Concert & Media, Берлін, ISBN 978-3-936399-08-0.

## Фільмографія
- 1967: Готель «Клаузевітц», режисер Ральф Хабіб
- 1968: Квартет у ліжку, режисер Ульріх Шамоні
- 1969: Дядько Чарлі, режисер Вернер Якобс
- 1974: Шапокляк, режисер Ульріх Шамоні

## Insterburg & Co. (перший склад 1967—1979)
(Інго Інстербург, Карл Далл, Юрген Барц, Пітер Елебрахт)
- 1968: Один — два — три та інтермедія …, лейбл: Philips
- 1968: Брати Якоб & Insterburg & Co. — Квартет у ліжку — Оригінальна музика до фільмів, лейбл: CBS
- 1969: Поп-одяг, лейбл: Philips
- 1970: Залиш нам нашу яблуню, лейбл: Philips
- 1971: Музичне сміття, лейбл: Philips
- 1972: Пісні мистецтва та меду, лейбл: Philips
- 1972: Sketsch Up, лейбл: Philips
- 1973: Вища школа музики, лейбл: Philips
- 1973: Sketsch-Up Nr. 2, лейбл: Philips
- 1974: Вітаємо з квитком, лейбл: Philips
- 1974: Сир, мистецтво та мотлох, лейбл: Philips
- 1975: Мотиви, лейбл: Philips
- 1975: Цей диск — хіт (7″, Single), лейбл: Philips
- 1976: Тільки ангели співають прекрасніше, лейбл: Philips
- 1976: Інструментальна битва, лейбл: Phonogram GmbH
- 1976: Die Königsblödler — найкращий концертний запис, лейбл: Philips
- 1977: Музика у відрі, лейбл: Philips
- 1977: Інстербургер поп-вистава, лейбл: Phonogram / Philips
- 1978: Інстербургер концерт '78, лейбл: RCA Schallplatten GmbH
- 1978: Sketch As Sketch Can — Nonsens Am Laufenden Band, Label: RCA Schallplatten GmbH

## Insterburg & Co. (другий склад 1980—1994)
(Інго Інстербург, Маріан Мараджан, Юпі Сіріус, Георг Хіммельблау)
- 1989: Тухле яйце завжди поруч
- 1990: Казки
- 1993: Джокери